# جانی موریسی
جانی موریسی (انگلیسی: Johnny Morrissey؛ زادهٔ ۱۸ آوریل ۱۹۴۰) بازیکن فوتبال  اهل بریتانیا است.
از باشگاه‌هایی که در آن بازی کرده‌است می‌توان به باشگاه فوتبال لیورپول، باشگاه فوتبال اورتون، و باشگاه فوتبال اولدهام اتلتیک اشاره کرد.